# سهره‌های خوش‌خوان
سهره‌های خوش‌خوان (نام علمی: Euphonia) نام یک سرده از تیره فرخنده است.

## فهرست گونه ها
- سرده Euphonia, the euphonias
  - خوش‌خوان جامائیکایی,	Euphonia jamaica
  - خوش‌خوان سربی,	Euphonia plumbea
  - خوش‌خوان بیشه,	Euphonia affinis
  - خوش‌خوان گلوبنفش, Euphonia chlorotica
  - خوش‌خوان کاکل‌زری,	Euphonia luteicapilla
  - خوش‌خوان ترینیداد, Euphonia trinitatis
  - خوش‌خوان جلومخملی,	Euphonia concinna
  - خوش‌خوان کاکل‌نارنجی,	Euphonia saturata
  - خوش‌خوان فینش,	Euphonia finschi
  - خوش‌خوان بنفش‌گون,	Euphonia violacea
  - خوش‌خوان نوک‌کلفت,	Euphonia laniirostris
  - خوش‌خوان گلوزرد, Euphonia hirundinacea
  - خوش‌خوان چانه‌سبز,	Euphonia chalybea
  - خوش‌خوان رعنا,	Euphonia elegantissima
  - خوش‌خوان آنتیل,	Euphonia musica
  - خوش‌خوان کفل‌طلایی,	Euphonia cyanocephala
  - خوش‌خوان کاکل‌خال‌خالی,	Euphonia imitans
  - خوش‌خوان پشت‌گندمی,	Euphonia fulvicrissa
  - خوش‌خوان پشت‌زیتونی,	Euphonia gouldi
  - خوش‌خوان سبز برنزی,	Euphonia mesochrysa
  - خوش‌خوان جلوچشم‌سفید,	Euphonia chrysopasta
  - خوش‌خوان پشت‌سفید,	Euphonia minuta
  - خوش‌خوان سرخاکی,	Euphonia anneae
  - خوش‌خوان شکم‌نارنجی,	Euphonia xanthogaster
  - خوش‌خوان شکم‌حنایی,	Euphonia rufiventris
  - خوش‌خوان پهلوطلایی,	Euphonia cayennensis
  - خوش‌خوان شکم‌بلوطی,	Euphonia pectoralis

The black-throated euphonia ("Euphonia vittata") is now thought to be a hybrid between the chestnut-bellied euphonia and the orange-bellied euphonia.